# Königsberger Schloss

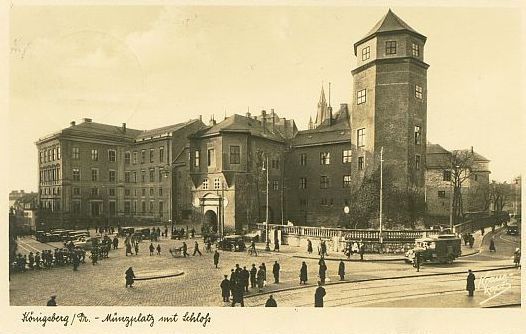
Aspecto do Königsberger Schloss na primeira metade do século XX

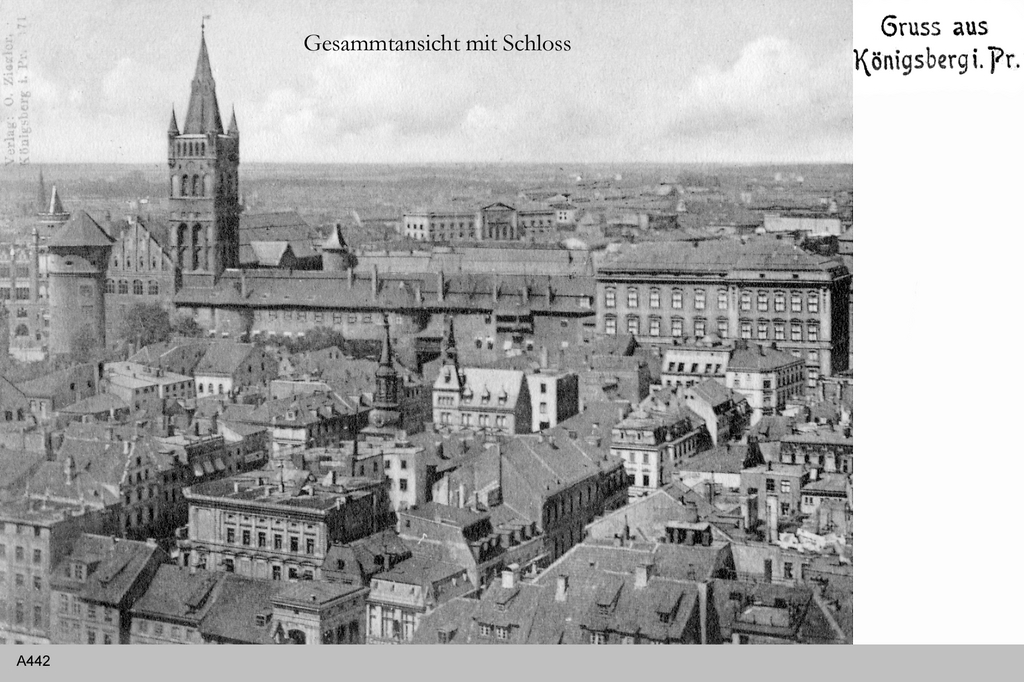
Aspecto geral do Königsberger Schloss e da cidade em 1907

O Königsberger Schloss (Palácio de Königsberg) foi, até 1945, ao lado da Königsberger Dom (Catedral de Königsberg) um dos marcos da capital da Prússia Oriental, Königsberg, actual Kaliningrado, capital do Óblast de Kaliningrado, na Rússia. O palácio atingia, na sua amplitude máxima, 104 metros de comprimento e 66,8 de largura. A torre mais alta situava-se na Kaiser-Wilhelm-Platz (Praça Imperador Guilherme) e tinha 84,5 metros de altura. 
Os acontecimentos históricos foram sempre motivo para construir novos edifícios ou alterar os já existentes. Em 1312, Königsberg tornou-se sede dos marechais da Ordem Teutónica. Durante todo o século XIV passou pela guerra movida contra os lituanos. Em 1457, o grão-mestre da Ordem Teutónica mudou a sua capital para Königsberg depois de ter perdido o Castelo de Malbork. Em 1525, o palácio foi residência do duque Alberto, tornando-se no centro de poder do Eleitor de Brandemburgo. Königsberg era, agora, a segunda residência depois de Berlim. Em 1701, o Príncipe-eleitor Frederico III, nascido no Königsberger Schloss em 1657, auto-coroou-se Rei na Prússia na sala de audiências do palácio. A Schlosskirche (igreja palaciana), construída entre 1584 e 1595, foi o local de coroação dos reis prussianos. A intenção de Frederico de transformar o palácio num imponente edifício barroco foi abandonada após a sua morte. Só uma ala, situada no canto sudoeste do complexo, foi concluída de forma gradual. No período seguinte, o palácio tornou-se cada vez mais numa casa governamental e edifício de museu.

## Desenvolvimento histórico

### Época da Ordem Teutónica
Em 1242, desenvolveram-se negociações entre a Ordem Teutónica e Lübeck com vista ao estabelecimento dum porto fluvial em Portu Lipze, o chamado Pregore ou Lipza. Inicialmente, foi pensada a criação duma cidade-estado por intermédio de Lübeck. Em 1246, chegou-se, então, a acordo, ficando estabelecido que seria a própria Ordem a fundar a cidade e que deveria construir um castelo ao seu lado. 
Também foram empreendidas múltiplas incursões guerreiras à Sâmbia. Contudo, a interrupção do projecto deveu-se a outros acontecimentos políticos e militares. No início de 1255, sob a liderança da Ordem, um grande exército cruzado, enviado de Balga pelo rei Otacar II da Boémia, atravessou a Lagoa do Vístula sobre o gelo e penetrou na Sâmbia. Deste modo, os sâmbios ocuparam a linha do Pregel em antecipação a esse ataque. As tropas da Ordem deslocaram-se para sul, devastando tudo, e derrotaram os defensores da linha do Pregel. 
Sobre uma montanha numa floresta, chamada pelos prussianos de Tuwangste, (e também de Twangste, Twangst, Twongst e Twoyngst), celebrava-se uma antiga festa dos prussianos. Do nome desta fortaleza deriva a palavra wangus que descreve a batida da madeira numa floresta de carvalhos. O carvalho era o símbolo de Perkūnas, o deus do trovão prussiano, e estava sob tabu, sendo proibido, mesmo aos nativos prussianos, tocar os carvalhos. A Ordem baptizou a fortificação como Königsberg (Montanha do Rei) em homenagem a Otacar II da Boémia. Otacar chamou à Ordem um grande exército de prussianos para labutarem na construção em conjunto. O primeiro castelo, o castrum antiquum, foi construído no sítio onde, mais tarde, se ergueria a parte da frente do palácio, então caserna dos couraceiros e, a partir de 1926, o edifício do Reichsbank. Durante a construção deste último edifício, foram encontrados pequenos fragmentos de pranchas de fixação, assim como estacas firmadas através da compressão com pedras, provavelmente utilizadas na estacagem de edifícios de madeira. 
Em 1260, irrompeu uma grande revolta prussiana. O castelo sofreu um grande cerco, mas resistiu. A fixação na área e a construção do castelo pela Ordem tinha começado logo após a tomada de posse do planalto, em 1255. A estrutura que tinha sido construída como uma muralha de terra para protecção temporária junto ao Pregel, ganhou mais tarde característica de vorburg (área cercada que antecede uma fortaleza). Ao mesmo tempo já tinha começado a expansão do castelo principal. Em 1260, apenas alguns anos depois do início da construção, o castelo estava tão robusto que resistiu ao cerco de três anos causado pela revolta prussiana. Mas, provavelmente, só após a derrota desta insurreição terá começado a expansão da dupla muralha de cintura, interrompida pelas novas torres de defesa. Destas torres, apenas a Haberturm, situada no lado norte, sobreviveu. Os restantes edifícios, prédios rústicos, estábulos e outros, estavam dentro do pátio apoiados na muralha.
No século XIV, o espaço do Tribunal Supremo era ocupado por um celeiro. A casa conventual com igreja, refeitório e casa do capítulo, ficava situada a oeste. No lado norte ficava a residência dos marechais da Ordem, seguida do refeitório, duma antiga torre de muralha e, finalmente, da enfermaria, uma casa de saúde para os irmãos da Ordem, com uma capela. Em 1380, foi, finalmente, erguida no canto sudoeste da casa conventual, como torre dos sentinelas e dos sinos, a actual torre do palácio. Com a  realização desta torre do castelo, da qual ainda hoje se preserva a imagem medieval com as pequenas torres de canto, terminou, grosso modo, a história das construções na época da Ordem.
Em 1457, depois da perda do Castelo de Malbork para a Polónia, o Königsberger Schloss tornou-se na residência do Grande Mestre da Ordem Teutónica, funções que desempenharia até 1525. Este ocupou, então, a residência dos marechais, que passou a ser a residência do Grande Mestre.

#### As muralhas
O edifício foi começado pela edificação das muralhas exteriores. Em 1263, estas abrangiam todo o quadrilátero do presente palácio. O desenvolvimento de todos os lados, com excepção do lado oeste, é acompanhado de perto. No lado norte, a muralha tinha entre 5 e 6 metros de altura e uma espessura de 2 metros de pedras do campo em quase toda a sua extensão. Originalmente, a muralha incluia adarves construídos em tijolo a uma altura de 7 ou 8 metros. Neste lado norte ainda se encontrava, além da torre do canto noroeste, a chamada Haberturm (Torre Haber), duas robustas torres quadrangulares, datadas aproximadamente por uma inscrição no lado oeste. 
Nos desenhos do século XVIII, a muralha leste só é observada na sua parte norte, na sua progressão para sul até à zona situada sobre o portão exterior. Tal como na parede ocidental, também aqui não existe qualquer torre intermédia. 
A parte inferior da parede sul foi construída com pedras do campo. Isto dava-lhe um aspecto muito irregular na parte de cima. Na chamada Guerra da Cidade, em meados do século XV, a muralha, com quatro torres avançadas sobre a cidade velha, foi demolida pelos cidadãos revoltosos, vindo a ser reconstruída pela Ordem Teutônica em 1482. Para isso, foram utilizados os restos do muro destruído. Também as bases das três torres quadradas e a superfície da torre quadrada do canto sudeste foram utilizadas na reconstrução, como seria comprovado pelas escavações. A torre do canto sudeste foi removida, em finais do século XVI, pela construção da igreja palaciana. O castelo dispunha de outras torres além das quatro torres de canto (duas no lado norte e duas no lado sul), num total de nove.

#### A casa conventual
O aparecimento da casa conventual e do danzker (espécie de sanitários dos castelos) não pode ser datado com precisão. A casa conventual deve ter sido construída antes da enfermaria dos homens, uma vez que o convento é considerado no esboço e no desenho desta última. As bases da ala oeste talvez tenham sido parcialmente reutilizadas no novo edifício. As fundações das restantes três alas, que se encontravam por baixo do pavimento do pátio, foram descobertas nas escavações realizadas entre 1926 e 1927. Partindo do pressuposto de que o velho chafariz do castelo, que foi conservado, se encontrava no meio do pátio da casa conventual, esta teria as seguintes dimensões: pátio - 22,85 por 29 metros; dimensões externas do edifício de quatro alas - 47,5 por 58 metros. As alas norte e sul iam ao encontro da muralha oriental, de modo que a ala leste se estendia entre elas. Todas as três alas escavadas tinham duas naves, sendo as alas norte e sul não estavam, originalmente, divididas por paredes transversais. Na ala sul, mais ampla, são reconhecíveis divisórias transversais nos andares superiores previamente existentes, uma vez que o seu apoio, ao invés dum pilar central, estava organizado com duas colunas. Nas últimas décadas do século XVI, quando a ala da igreja palatina foi construída por ordem do marquês Jorge Frederico, ainda como parte da casa conventual, as alas sul e oeste foram demolidas.

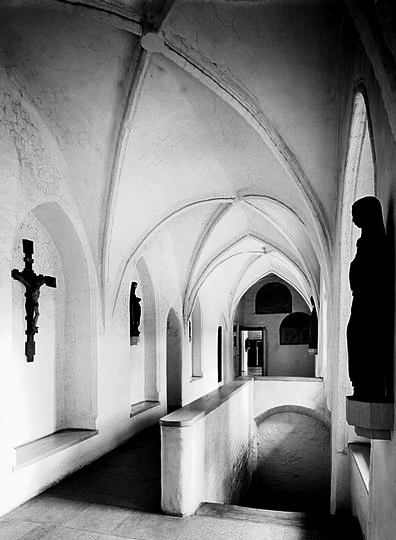
Corredor na enfermaria

#### A enfermaria dos homens
A Firmarie (enfermaria), uma casa de isolamento de doentes e asilo dos irmãos da ordem, foi construída no canto noroeste do castelo. Esta consistia em dois espaços, separados por uma parede de pedra, cobertos por abóbadas de aresta (abóbadas nervuradas), com janelas em grandes nichos na parede norte. O mais oriental destes espaços ficou quase irreconhecível depois duma renovação ocorrida no século XV, mas foi reconstruida a partir de traços na alvenaria.

#### A residência dos marechais superiores

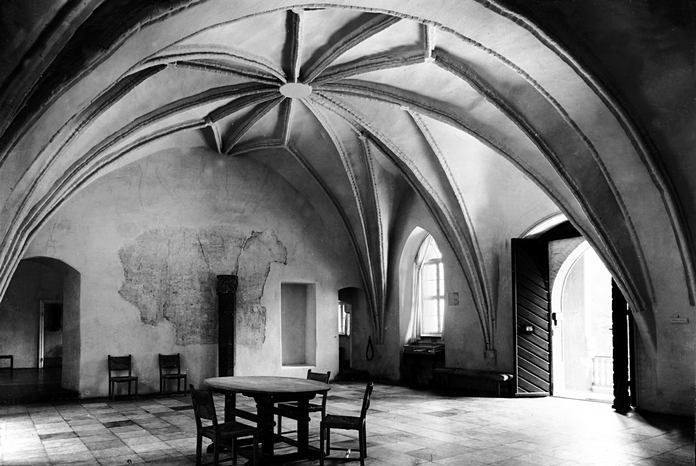
Aspecto duma sala da residência do marechal superior

A casa foi construída depois de outros edifícios mais antigos que se encontravam apoiados na muralha exterior, os quais foram eliminados. O seu programa espacial incluia as salas habituais no andar principal: sala de estar, quarto, escritório, quarto do criado, remter (refeitório) e vestíbulo. Além disso, também foi construída uma capela para a enfermaria, a Capela de Santa Ana, com dimensões consideráveis. O sistema construtivo do edifício assentava em duas filas adjacentes de abóbadas em forma de estrela. No século XV, a abóbada sobre o vestíbulo, o quarto do criado e o remter, que se estendia por toda a profundidade do edifício, foi substituida, pelo que o seu aspecto foi significativamente alterado. 

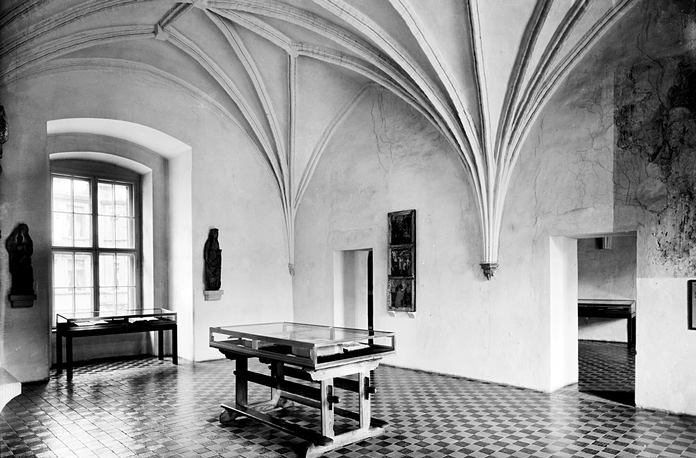
Sala da residência do marechal superior usada como espaço expositivo.

A partir do pátio podia subir-se ao andar superior através duma escadaria com dois alpendres. No alpendre superior, um portal com arco quebrado conduzia ao vestíbulo de entrada. A parede consistia, parcialmente, em tijolos de perfil invulgarmente altos, instalados de acordo com a alvenaria da parede da casa. Originalmente, o vestíbulo não tinha as dimensões que viria a adquirir. Na parte leste da parede encontravam-se dois arcos quebrados, com escudos, e também duas portas, uma sob cada um dos arcos. Mais tarde, quando, no século XVI foi construído um andar superior sobre o andar principal, a escadaria também foi substituída por uma maior. A abóbada tinha uma forma estranha. A abóbada, em pedra calcária, apoiava-se sobre consolas esculpidas no mesmo tipo de pedra: um homem acocorado, um cão com coleira ao pescoço, uma cabeça de carneiro, uma consola rendilhada. O seu significado permanece incerto, sendo possivelmente figuras alegóricas prussianas. A janela do lado ocidental, virada ao pátio, tinha um parapeito elevado. Neste, encontrava-se uma porta que dava passagem para um cave através duma escadaria em espiral instalada na espessura da parede. Foram preservados restos das pinturas murais do século XV: sobre a porta de entrada da sala de estar ficava o brasão de Frederico da Saxónia, o penúltimo grão-mestre. O quarto tinha, tal como a sala de estar, as consolas e os apoios das abóbadas em calcário esculpido. 

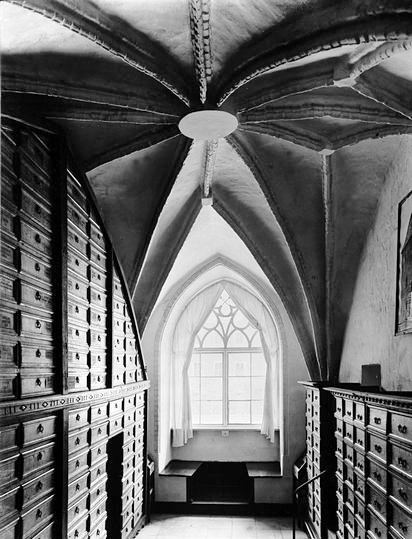
Espaço da residência usado como arquivo

### Época dos Duques da Prússia
O Königsberger Schloss tornou-se residência dos duques da Prússia a partir de 1525 e dos príncipes-eleitores de Brandemburgo a partir do século XVII. Alberto, marquês de Brandemburgo, grão-mestre da Ordem Teutônica entre 1511 e 1525, tornou o estado religioso num ducado secular, tendo comandado, desta forma, a transformação do castelo da ordem num palácio residencial para os duques da Prússia. O seu primeiro mestre de obras, Friedrich Nußdörfer, edificou parte da ala leste, o Edifício de Alberto (Albrechtsbau, mais tarde Supremo Tribunal da Prússia - Oberlandesgereicht von Preußen), em especial a Porta de Alberto (Albrechttor), datada de 1532. 
Com o fim do domínio religioso, em 1525, e o estabelecimento duma corte ducal tornaram-se necessárias alterações significativas na construção do castelo. Os edifícios passaram a ser cada vez mais usados como espaços administrativos e, desde logo, passaram a existir salas de representação e espaços de conforto destinados à duquesa e ao pessoal da corte. As salas tinham um antiquado estilo medieval, ainda mais notório pelo facto do novo estilo renascentista começar a predominar. Inicialmente começou-se pela modificação da frente oriental. O portão leste recebeu um portal arcado em vez da abertura medieval, o qual, enquadrado por duas pilastras e um tímpano redondo plano, também foi usado por Alberto como base para a célebre Biblioteca de Prata (Silberbibliothek). Seguidamente, Christian Hoffmann e Christof Römer implementaram as suas ideias de construção, concluindo a frente oriental e construindo toda a ala sul até 1569. Globalmente, a partir de 1532, o castelo expandiu-se nas suas alas sul e leste como um sumptuoso palácio renascentista.
O marquês Jorge Frederico de Brandemburgo-Ansbach desejou uma igreja e um grande salão de festas e recepções, elevando, deste modo, o palácio residencial dos duques a casa de representação do Ducado da Prússia. Assim, nasceu em cerca de uma década um edifício limitado pelas duas grandes torres redondas, totalmente ocupado pelas duas naves, a da igreja, em baixo, e a da Salão Moscovita (Moskowitersaal), em cima. Por ordem do príncipe-eleitor Friedrich Wilhelm von Brandemburgo, foi desde cedo adornado ao estilo do barroco holandês.

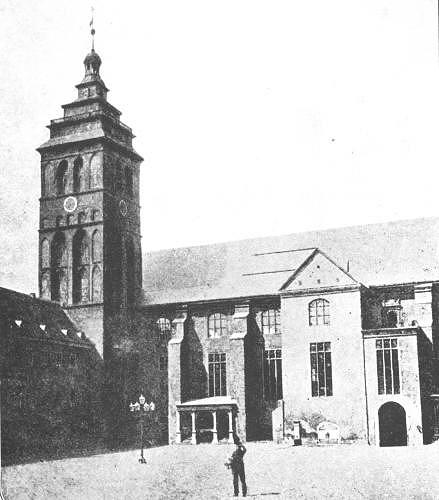
Vista parcial da igreja com a antiga cobertura da torre

### Época dos reis da Prússia

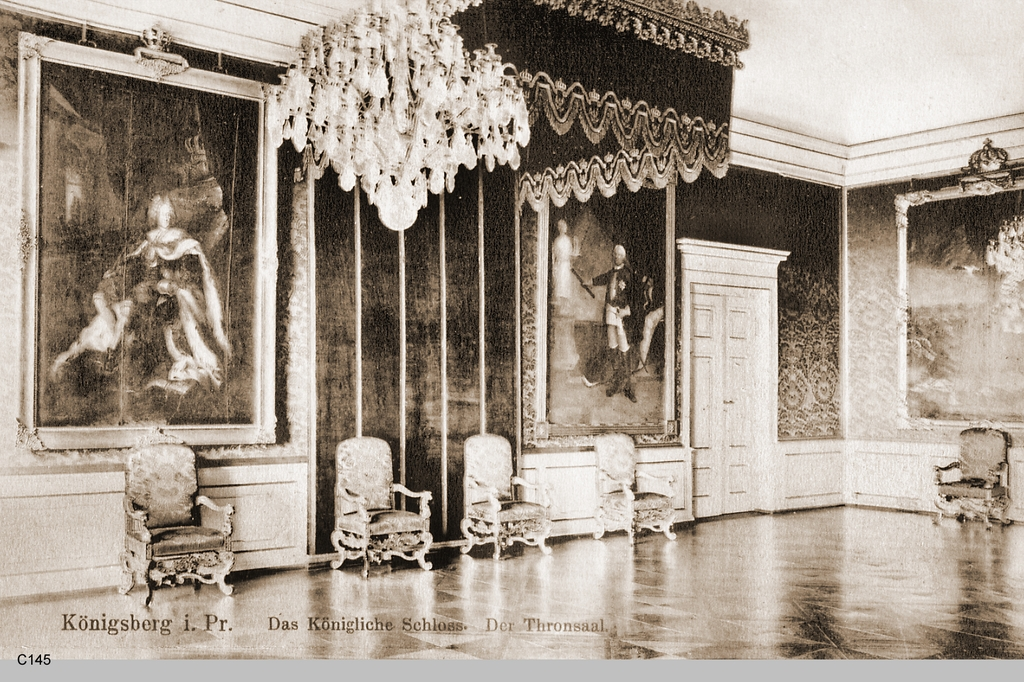
Sala do Trono, Unfriedtbau

Em 1701, teve lugar no palácio a coroação do príncipe-eleitor de Brandemburgo Frederico III como Frederico I, primeiro Rei na Prússia. 
Nos anos seguintes, até 1713, foi erguida a ala barroca, a sul, o chamado Edifício Unfriedt (Unfriedtbau) em referência ao construtor Joachim Ludwig Schultheiß von Unfriedt. O plano previa a demolição de toda a ala leste. O seu corpo devia ser constituido por três andares, com um arco triunfal e duas alas laterais avançadas. A renovação foi iniciada em 1705 e até 1712 foi construída uma terça parte (terço sul). O rei Frederico Guilherme I teve que parar com a expansão em 1713. Desde então, o palácio passou a ser usado principalmente pelo estado, como por exemplo a Kriegs- und Domänenkammer ("Câmara da Guerra e Domínio") e tribunais.
Em 1861, teve lugar no palácio a coroação do Rei da Prússia Guilherme I, primeiro Imperador da Alemanha a partir de 1871.

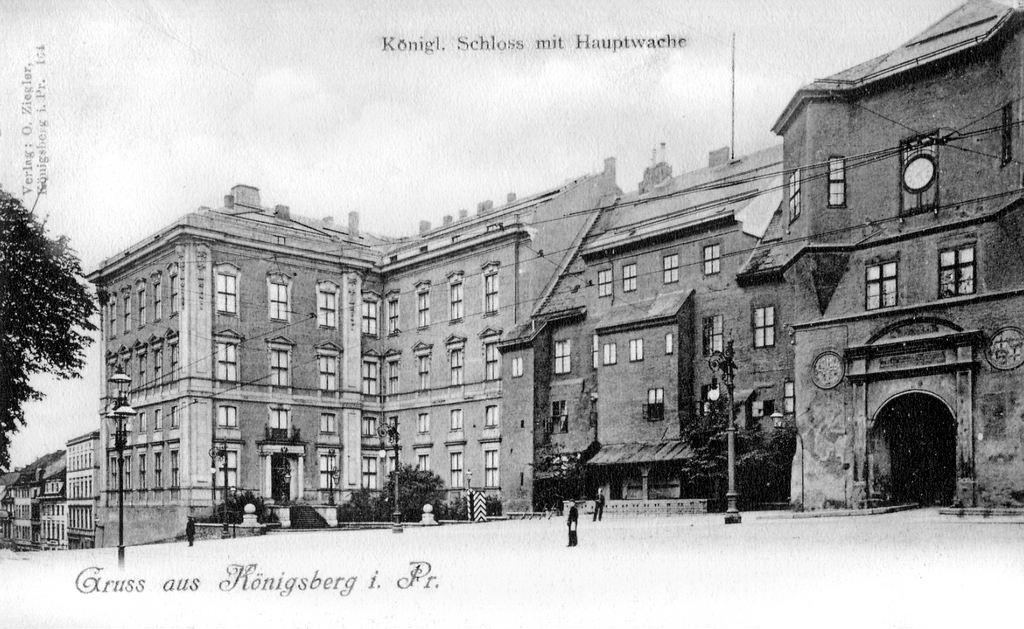
Lado oriental com posto de guarda em 1909
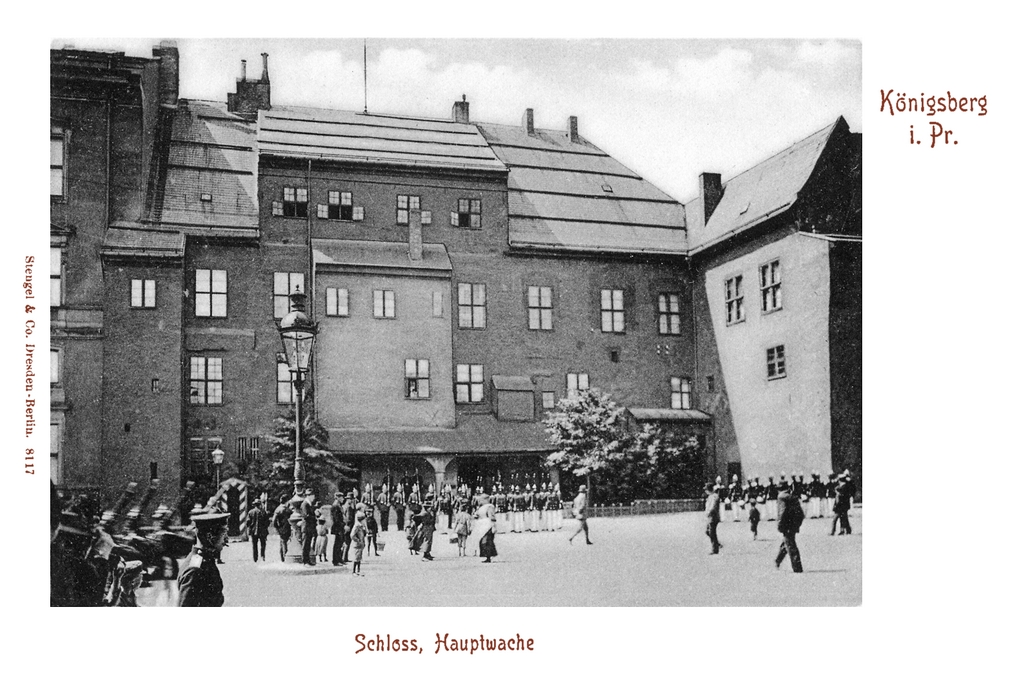
Principal posto de guarda ao palácio, 1908.
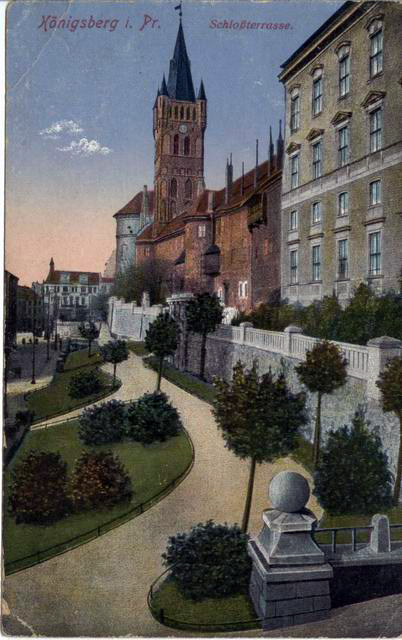
Lado sul do palácio, com o Unfriedtbau à direita.

### República de Weimar e Terceiro Reich
Antes da Segunda Guerra Mundial estiveram instalados em partes do palácio o museu da província e a colecção de pintura. Albergava, entre outras coisas, as 240.000 peças arqueológicas da Prussia-Sammlung (Colecção Prússia), uma colecção do Estado e da Biblioteca Universitária com a famosa Biblioteca de Prata (Silberbibliothek) do século XVI, assim como diversas pinturas do pintor Lovis Corinth. Durante a guerra também foram ali armazenados objectos de arte russos entretanto capturados, incluindo a desaparecida Sala de Âmbar (Bernsteinzimmer), cujo paradeiro é incerto. Também ganharam fama o Salão Moscovita (Moskowitersaal), o maior salão da Alemanha durante séculos com os seus 83 metros de comprimento por 18 de largura, assim como o Salão de Sangue (Blutgericht), um local de vinho, ambos instalados no palácio. 
Durante a Segunda Guerra Mundial o palácio ardeu completamente devido aos bombardeamentos a Königsberg efectuados pelos britânicos no final de Agosto de 1944. Tanto as grossas paredes como a torre do palácio sentiram bem esses ataques, assim como os posteriores bombardeamentos soviéticos e os combates de rua, de forma que, em abril de 1945, o Königsberger Schloss chegou ao fim da guerra como uma ruína.

### União Soviética
A cidade de  Königsberg, em grande parte destruída, caiu sob o domínio da União Soviética e foi rebatizada como Kaliningrado em 1946. Kaliningrado devia ser vista como uma cidade modelo soviética erguida sobre os escombros recentes de Königsberg, sem perder de vista o passado alemão. Leonid Brejnev mandou remover os restos do palácio, encarados pelo governo soviético como um "dente podre" do militarismo prussiano. Apesar dos protestos dos estudantes e dos intelectuais de Kaliningrado, as ruínas foram dinamitadas em 1968. 
Actualmente, no lugar do palácio situa-se a chamada Praça Central, apesar de se situar na zona sudeste do centro da cidade. Ao lado do antigo fosso preenchido do castelo foi construída a Casa da Câmara. Esta foi planeada na década de 1960 como edifício administrativo mas, por motivos estéticos, não passou duma ruína  construtiva por muito tempo. Na década de 1980 o desenvolvimento da obra teve que parar pois a planta demasiado poderosa e o tamanho desproporcional do edifício faziam-no afundar lentamente nos túneis do velho castelo que colapsavam. Por esse motivo, os residentes de Kaliningrado apelidam-no desde há muito de "vingança prussiana". O edifício foi finalmente concluído em 2005.
A actual administração municipal de Kaliningrado discutiu por muito tempo a possibilidade de reconstruir o palácio com o apoio financeiro do Departamento Russo da Cultura. No entanto, ao contrário do que aconteceu com a Königsberger Dom (Catedral de Königsberg), seria difícil erguer o palácio do zero, pelo que a ideia foi abandonada. Em vez disso, a Praça Central foi pavimentada.
Desde Setembro de 2001, a revista alemã Der Spiegel tem financiado escavações de partes da cave do castelo, as quais foram realizadas pelo Kaliningrader Kunsthistorischen Museum (Museu de História da Arte de Kaliningrado). Espera-se que vários tesouros enterrados do castelo anterior sejam descobertos, e possivelmente os restos da Sala de Âmbar. Até agora foram encontradas milhares de peças. Em junho de 2005, foi encontrada uma caixa ocultista de prata contendo medalhas e amuletos, o que causou sensação entre os peritos. Está previsto que, após a conclusão das escavações, partes das abóbadas do castelo se tornem acessíveis como um museu de ar livre.

## Partes do palácio

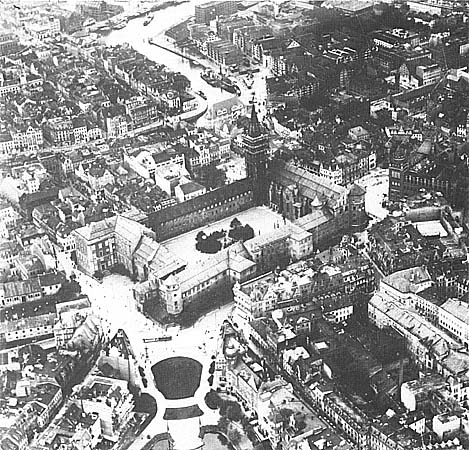
Fotografia aérea do complexo do Königsberger Schloss.

Entre as áreas que constituíram, ou rodearam, o complexo palaciano e as estruturas que ali funcionaram ou estiveram expostas pode destacar-se:
- Prussia-Sammlung (Colecção Prússia): Exposição da Sociedade Cultural Prussiana;
- Schlosskirche (Igreja Palaciana): Local de coroação dos reis prussianos;
- Blutgericht (Tribunal de Sangue): local de consumo de vinho situado nas abóbadas da cave do palácio;
- Silberbibliothek (Biblioteca de Prata): Valiosa colecção de manuscritos;
- Moskowitersaal (Sala Moscovita): Grande sala de recepção da Schlosskirche;
- Oberlandesgericht in Preußen (Tribunal Supremo na Prússia);
- Haberturm (Torre Haber): torre pentagonal, a mais antiga do palácio, situada no canto nordeste;
- Unfriedtbau (Edifício de Unfriedt): ala barroca e de conforto real do palácio;
- Königliches Staatsarchiv (Real Arquivo de Estado);
- Bernsteinzimmer (Quarto de Âmbar): trazido pelos nazis do Palácio de Catarina para o Königsberger Schloss e dali desaparecido misteriosamente;
- Königsberger Schlossteich (Lagoa do Königsberger Schloss): lagoa que delimitava o palácio a nordeste;
- Ostpreußisches Provinzialmuseum (Museu Provincial da Prússia Oriental);
- Denkmalamt der Provinz Ostpreußen (Autoridade responsável pelos Monumentos da Província da Prússia Oriental).

### Schlosskirche(Igreja Palaciana)
A Igreja Palaciana (Schlosskirche) do Königsberger Schloss era uma igreja em estilo gótico báltico feita essencialmente em tijolo (Backsteingotik).

#### História

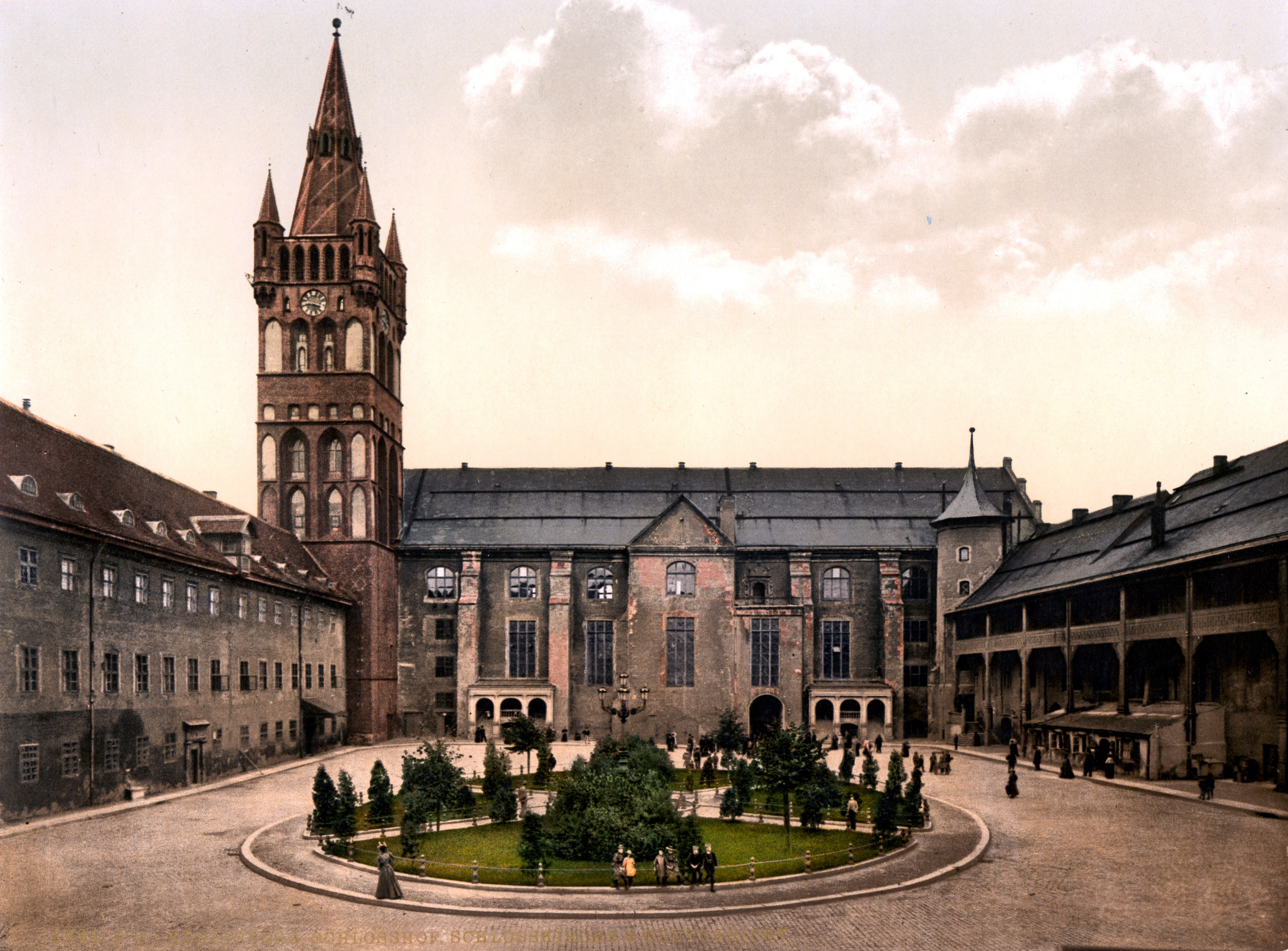
Pátio com o lado oriental da Igreja Palaciana.

O duqueAlberto Frederico, teve o Königsberger Schloss como residência da província desenvolvida na dependência da Polónia. Este desejou erguer uma igreja e um grande salão de festas e recepções no castelo, de forma que o palácio residencial do duque se tornasse numa casa representativa do Ducado da Prússia. O edifício que acolheria ambos foi iniciado, em 1584, por Blasius Berwart, um construtor vindo de Estugarda, continuado pelo mestre pedreiro Michel até 1587 e terminado por Hans Wismar em 1593. A Igreja Palaciana era a primeira igreja do país. Alberto, o antecessor de Alberto Frederico, teve a província convertida à fé luterana, sendo esta igreja consagrada a tal corrente na residência ducal, simbolizando o ideal luterano de unidade entre o trono e o altar. Também foi ali vestido o cadáver de Frederico Guilherme I de Brandemburgo (mais conhecido por Grande Eleitor - Großen Kurfürsten) e realizadas as cerimónias fúnebres da rainha Luísa.

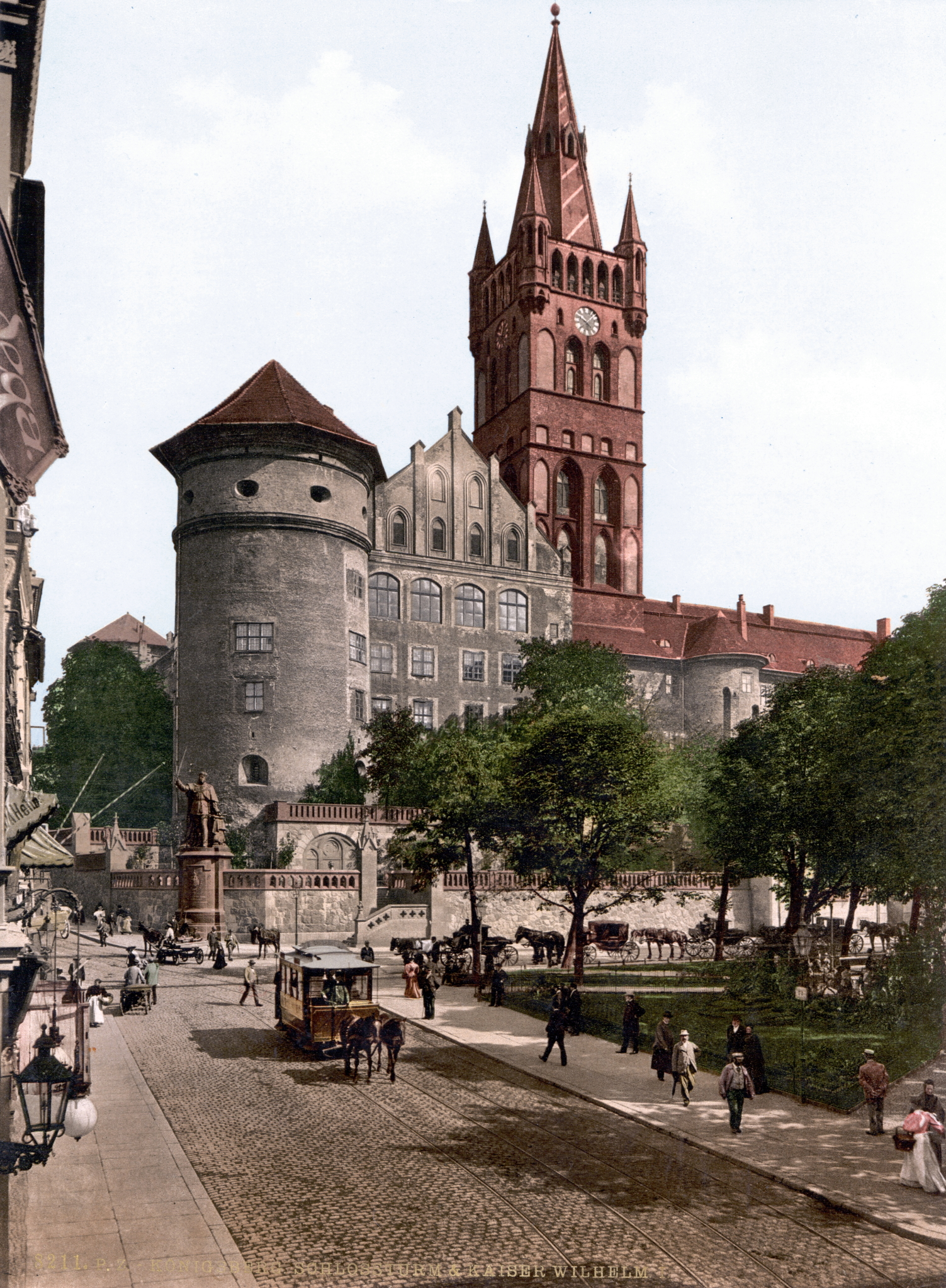
Topo sul do edifício da Igreja Palaciana, com a grande torre do palácio, em 1895.

Frederico fundou na igreja, em 17 de janeiro de 1701, a Ordem da Águia Negra, sendo ali coroado no dia seguinte como primeiro Rei na Prússia. A cerimónia de coroação consumiu duas vezes e meia o orçamento anual. Por essa razão, os seus racionais sucessores apenas renderam homenagem à entronização. A Igreja Palaciana do Königsberger Schloss só voltaria a receber uma cerimónia de coroação em 1861, quando Guilherme I escolheu ser ali coroado, numa época em que, como consequência da constituição prussiana decretada em 1850, se discutia se a entronização era feita por homenagem hereditária ou por juramento à constituição. Neste contexto, no dia 18 de outubro de 1861, sugere perante a magnífica assembleia de coroação que a constituição é insuportável para ele: "Pela Graça de Deus, os reis da Prússia carregam a coroa desde há 160 anos. Depois da criação do novo trono rodeado, subo a ele como rei. Mas recordando que a Coroa vem somente de Deus, tenho a coroação expressa num local sagrado, que eu recebo humildemente de mãos livres". Curiosamente, Adolph von Menzel representou na sua pintura, desaparecida em 1945, não a coroação, mas o juramento do novo rei. Na estátua da Kaiser-Wilhelm-Platz, em Königsberg, Guilherme I foi representado da mesma forma. As joias da Coroa preparadas para a cerimónia desapareceram durante a Segunda Guerra Mundial. A Igreja Palaciana, tal como o palácio, foi bombardeada pelos Aliados durante a Segunda Guerra Mundial e conquistada pelo Exército Vermelho já bastante destruida. As ruínas foram dinamitadas em 1968.

#### Descrição

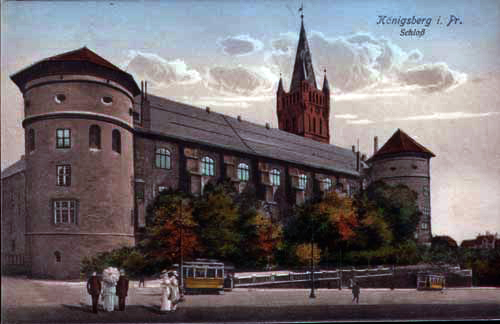
Lado ocidental do edifício da Igreja Palaciana, situado entre as duas torres circulares.

A igreja, com um comprimento de 83 metros e uma largura de 18, ocupava todo o lado ocidental do palácio, estendendo-se de sul para norte. Na parte de fora era limitada por duas poderosas torres circulares, uma situada na esquina da Wilhelmsplatz com a Gesecusplatz e a outra na esquina da Gesecusplatz com a Schlossstraße. A torre da igreja, que era ao mesmo tempo a principal torre do castelo, erguia-se no lado sudoeste do palácio. A partir de 1866, passou a ter uma nova cobertura idealizada por Friedrich August Stüler. O seu relógio tocava às 11 horas o coral Ach bleib mit deiner Gnade e às 21 o Nun ruhen alle Wälder. 

Sobre a Igreja Palaciana ficava o chamado Salão Moscovita (Moskowitersaal). A entrada na igreja a partir do pátio era feita pelo longo lado oriental. À esquerda da entrada ficava um espaço destinado ao coro do altar-púlpito instalado em 1706. O altar, púlpito, galeria e camarote real eram feitos em estilo barroco. No interior existia originalmente uma igreja com uma única nave que, após a renovação de 1806, passou a estar centrada em três colunas delgadas, pelo que o salão da igreja ficou bipartido e passou a apresentar, nas abóbadas, uma filigrana gótica nervurada. Os lados oeste, sul e norte foram atingidos pelo alargamento das galerias. 
O órgão data dos anos 1731-1732. Nas paredes, colunas e parapeitos das galerias existiam placas em memória dos soldados da Prússia Oriental caídos em 1813 e os escudos heráldicos dos cavaleiros da Ordem da Águia Negra (Schwarzen-Adler-Ordens). Uma vez que também era a igreja da guarnição, continha placas com nomes de batalhas e tropas.

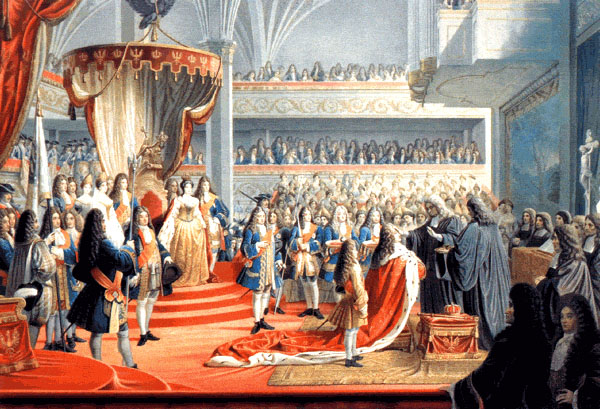
Unção de Frederico I vista de norte, com a rainha Carlota sob o baldaquino
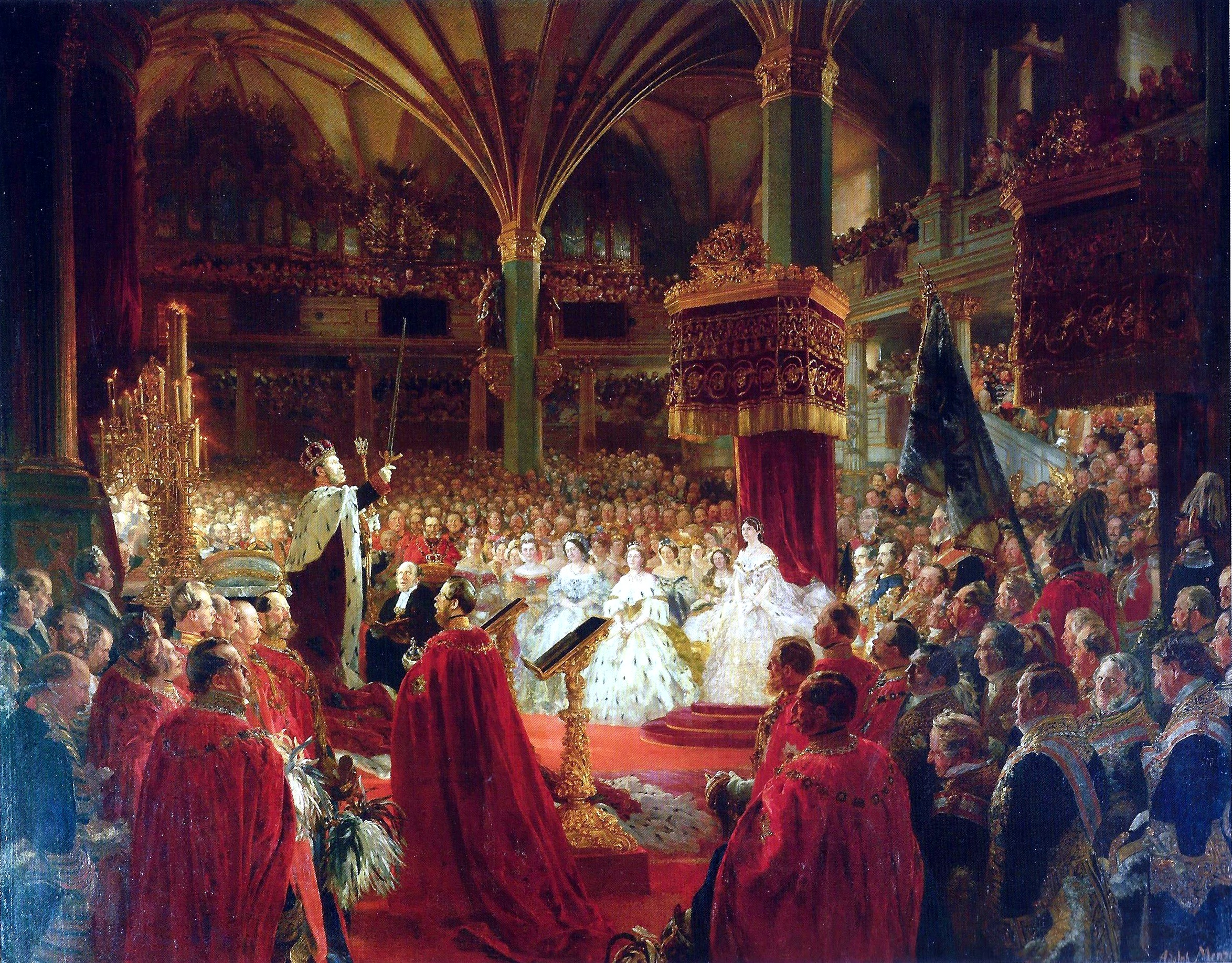
Juramento de Guilherme I visto de sul, com a rainha Augusta sob o baldquino
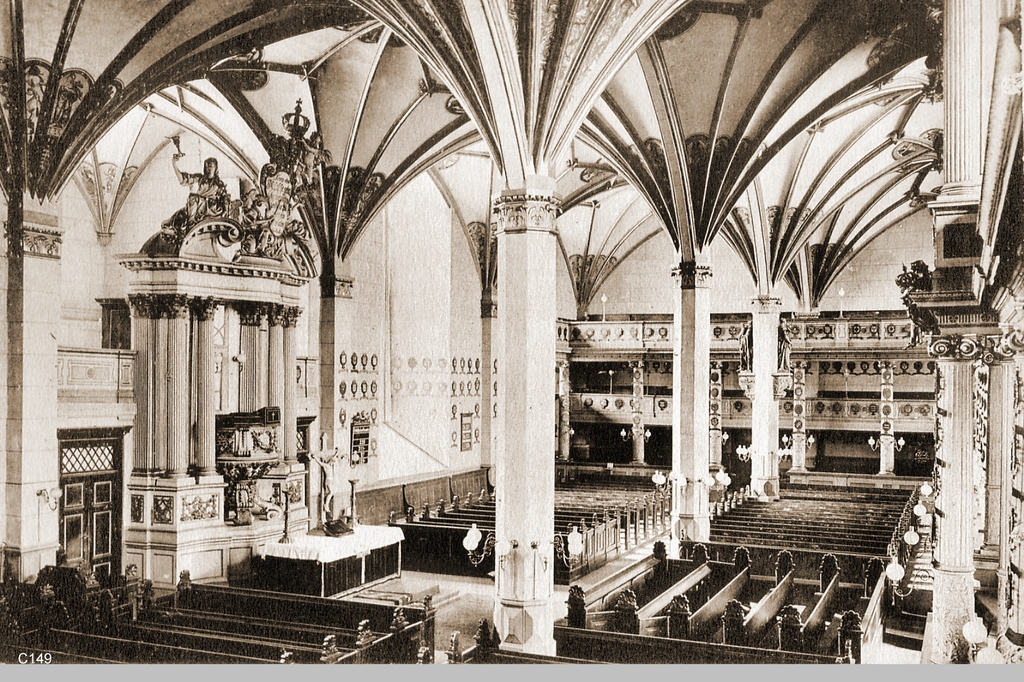
Interior da Igreja Palaciana

### Moskowitersaal(Salão Moscovita)

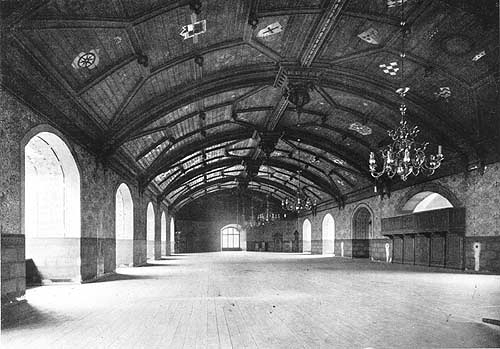
O Salão Moscovita durante o império

Jorge Frederico assumiu a regência do Ducado da Prússia em 1578, tendo desejado elevar a residência ducal ao estatuto de casa representativa do ducado. Para tal, mandou executar uma igreja e um grande salão de festas no mesmo edifício. Após a sua conclusão, o Salão Moscovita (Moskowitersaal) foi, com as suas imponentes dimensões (82 metros de comprimento, 18 de largura e 6 de altura), o maior salão da Alemanha durante muito tempo. Ficava situado sobre a Igreja Palaciana como parte do Königsberger Schloss. Durante o período do Reino da Prússia serviu de salão de recepção e de festas.
Como já foi dito, este edifício foi iniciado por Blasius Berwart em 1584, continuado pelo mestre pedreiro Michel até 1587 e terminado por Hans Wismar em 1593. Desenvolvia-se de sul para norte entre duas poderosas torres circulares. O salão foi inaugurado em 1594 e tinha originalmente um tecto plano.
A origem do nome permanece incerta, fazendo, provavelmente, alusão a uma embaixada moscovita: em 1697, o czar Pedro I da Rússia foi recebido no salão com uma comitiva de 400 homens. 
Em 1840, Friedrich August Stüler renovou o salão segundo o gosto do romantismo. Em 1897, adquiriu um tecto abaulado. 
Durante a vigência da República de Weimar, funcionou como sala de espectáculos e local de memória cultural relacionada com a guerra, aspectos militares e armas. As peças mais esplendorosas da colecção eram: o trenó que o Grande Eleitor usou em 1679 para atravessar a lagoa do Vístula sobre o gelo no ataque à Suécia (à esquerda na fotografia ao lado), e um capacete dourado de  Friedrichsberg, próximo de Königsberg, a que se juntam todo o tipo de armas, uniformes e lembranças.

### Silberbibliothek(Biblioteca de Prata)

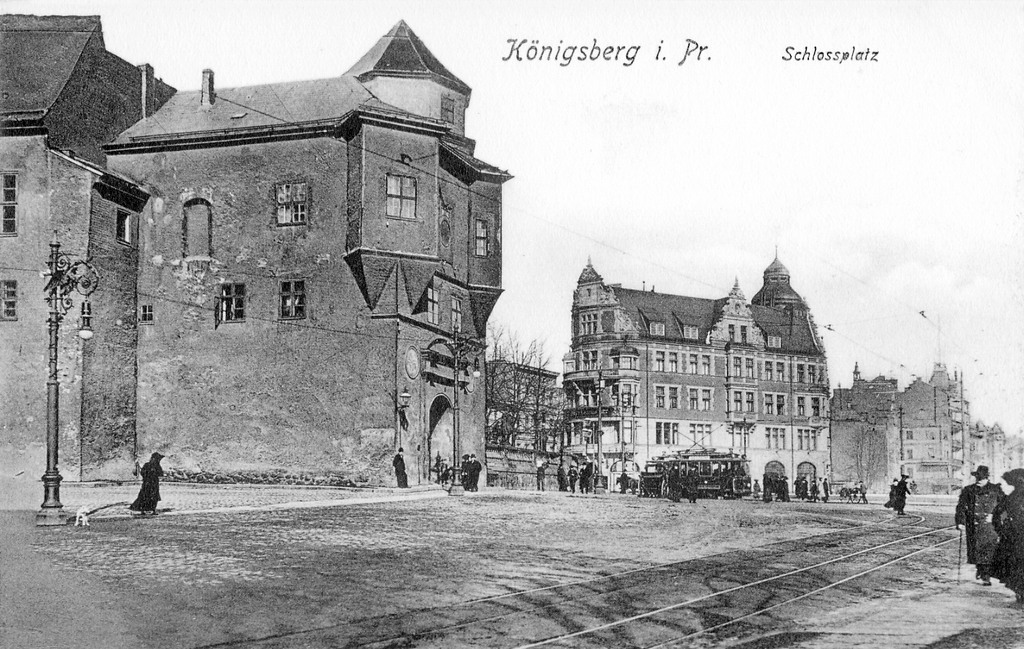
Vista lateral da estrutura que continha o portão de entrada e a Biblioteca de Prata.

A Silberbibliothek (Biblioteca de Prata) foi uma suposta biblioteca alemã ou de câmara, que Alberto de Brandemburgo-Ansbach criou como parte das suas reformas. Formava o núcleo da antiga Biblioteca Real e da Biblioteca Universitária de Königsberg e encontrava-se instalada numa magnífica sala sobre o portão do Königsberger Schloss.
Em 1526, a Biblioteca de Prata já continha cerca de 100 pequenos textos. O primeiro lugar era tomado pelos escritos de Martinho Lutero. O mais antigo, além da identidade das encadernações, reúne uma colectânea de oito textos de Lutero escritos entre 1523 e 1524, ainda na época do Grão-mestre Alberto. Outra antologia também incluia textos quase exclusivamente derivados de Lutero. Outras ainda juntava, ao lado de Lutero, grandes reformadores, escritores e pregadores como Spengler, Bucer, Staupitz, Karlstadt, Linck, Oekolampad ou Regius. 
Johannes Poliander (1486–1541), sacerdote da cidade antiga, tinha reunido, ele próprio, uma grande biblioteca teológica, cuja fundação serviu de antepassado à biblioteca municipal de Königsberg, tendo o chanceler Johann Apell (1486–1536) aconselhado o duque a adquiri-la. Chegaram títulos jurídicos e históricos, geográficos e médicos, preferencialmente em alemão, além de esporádicos poemas de autores contemporâneos como Hans Sachs. 

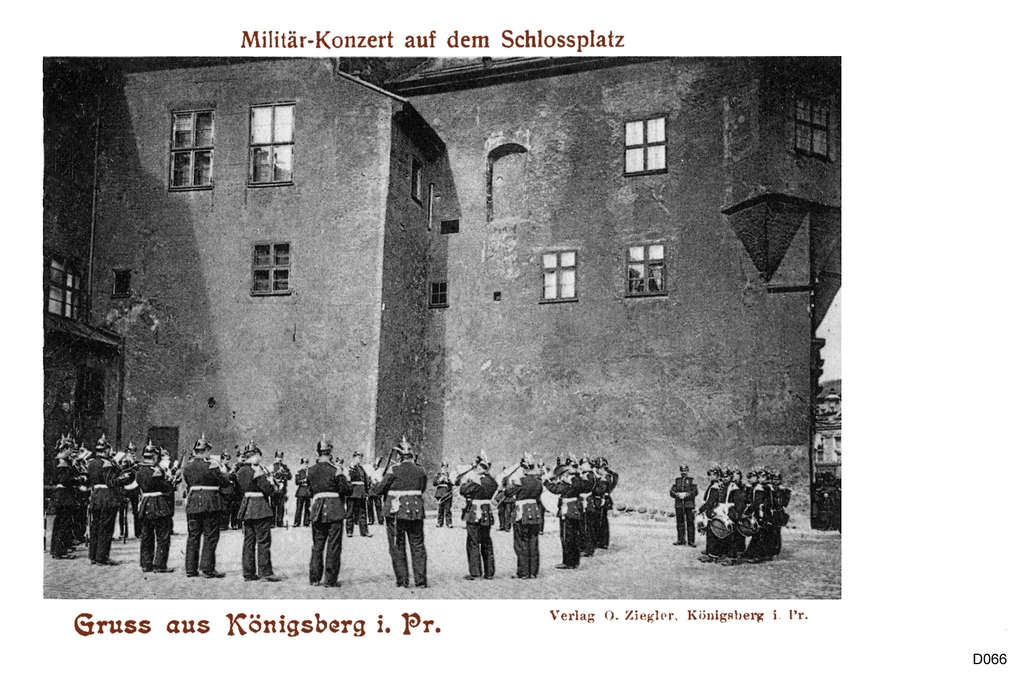
Um concerto militar frente ao edifício onde esteve instalada a Biblioteca de Prata.

Durante a vida de Alberto foram reunidos mais de 500 livros na sua biblioteca, os quais foram guarnecidos com preciosas encadernações. Os 20 mais famosos, engastados em prata, provinham, maioritariamente, da posse da sua segunda esposa, Anna Maria von Braunschweig (1532–1568). Foram estes que deram o nome à biblioteca.
Tanto pelo incremento da secularização dos mosteiros como pelo encerramento da biblioteca da Ordem, que teve a sua última instalação no Burg Tapiau e foi absorvida entre 1541 e 1543, o sucessor de Alberto pôde aumentar significativamente o seu acervo. Em 1767, a sua utilização foi disponbilizada ao público. Em 1787, contava com mais de 16.000 volumes. Além de curiosidades individuais tinha várias edições preciosas edições bíblicas e gravuras raras, incluindo uma Vulgata manuscrita do século XII e uma gravura datada de 1465. No dia 14 de fevereiro de 1766, o filósofo Immanuel Kant assumiu o posto de sub-bibliotecário da biblioteca do palácio real, funções que desempenharia por mais de seis anos. Suspeita-se que muitos dos seus conhecimentos sobre geografia foram adquiridos nesta época, uma vez que a Biblioteca de Prata era mais extensa e melhor que a Biblioteca Municipal e Universitária. 
Esta famosa biblioteca foi um dos maiores tesouros artísticos do leste alemão. Manteve-se no Königsberger Schloss até 1945 e agora está, em grande parte, desaparecida.

### Blutgericht(Tribunal de Sangue)

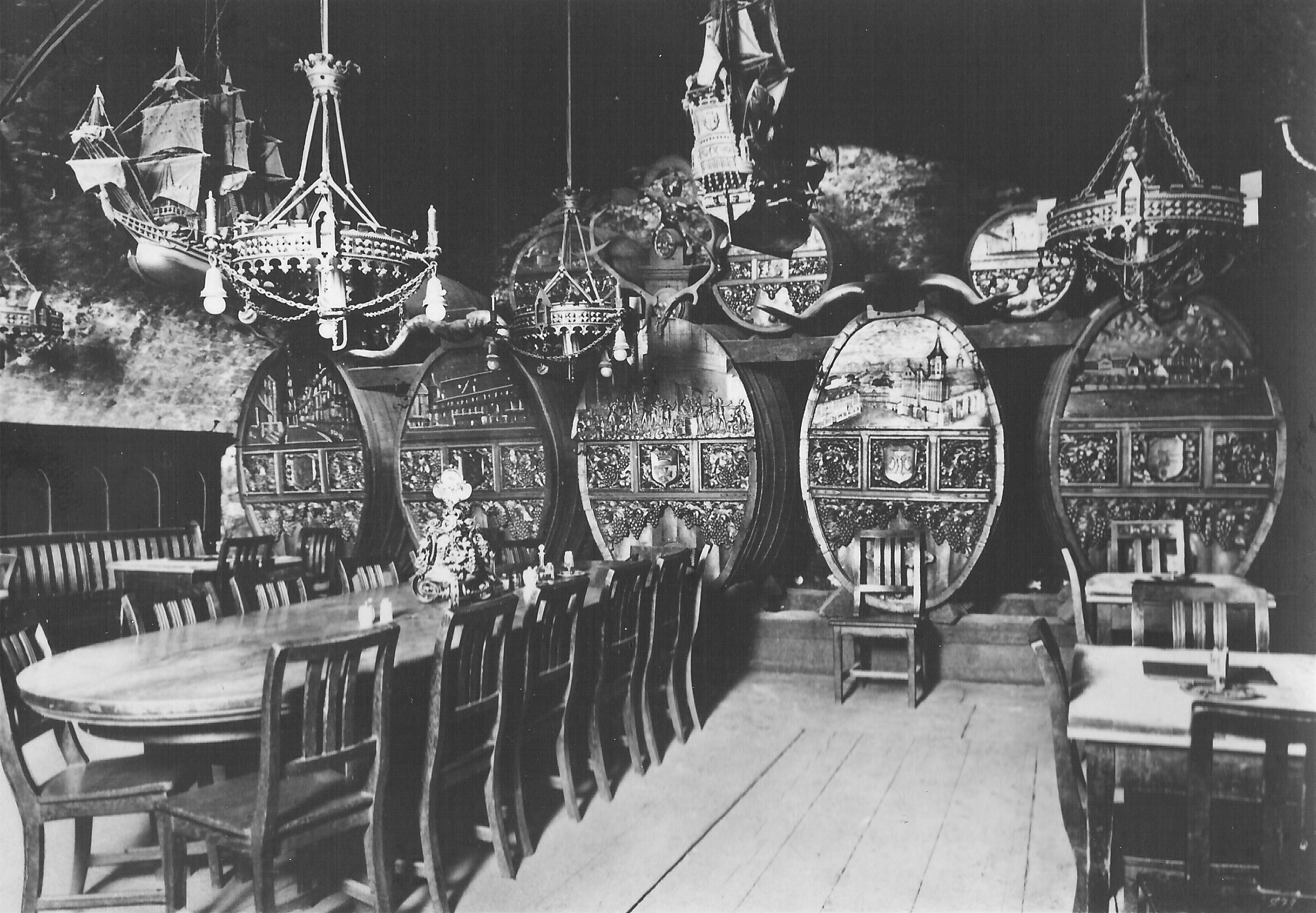
O grande salão do Blutgericht de Königsberg com as cinco magníficas pipas

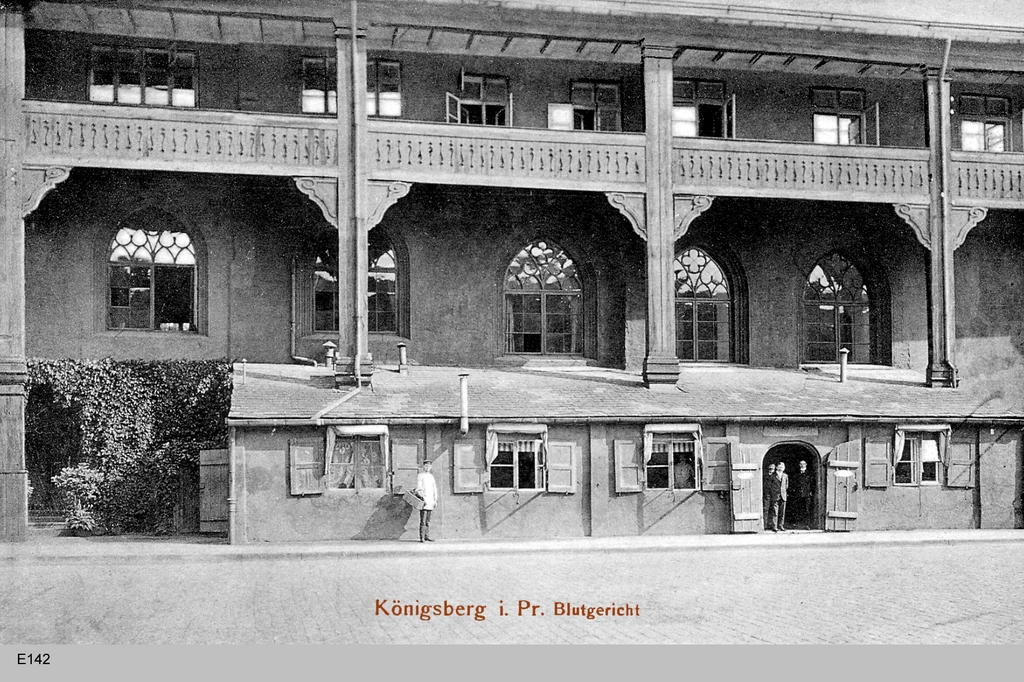
Entrada do Blutgericht frente às cavalariças do palácio

O Blutgericht (Tribunal de Sangue) foi um local de vinho e restaurante gastronómico histórico de Königsberg, instalado nas caves da ala norte do Königsberger Schloss. A origem do nome é desconhecida mas, provavelmente, fará referência ao medieval tribunal de sangue (que podia decretar a pena de morte) dos senhores da Prússia.
Como resultado dos éditos do édito de emigração de Salzburgo, de 1731, o exulante David Schindelmeißer foi obrigado a abandonar a sua terra natal, vindo a instalar-se em Königsberg. Em 1738, fundou um local de vinho no castelo, que foi alegremente visitado pelos habitantes da cidade, pelos estudantes e especialmente pelos forasteiros. Os visitantes tinham acesso pelo pátio do castelo. O restaurante situava-se numa pequena cave escondida sob as cavalariças, com a entrada a fazer-se por um barracão que servia de telhado provisório. Todo o estabelecimento estava coberto por abóbadas de berço. Os salas parecidas com grutas as labirínticas catacumbas subterrâneas tinham nomes que recordavam as câmaras de tortura da Idade Média: Marterkammer (Câmara de Tortura), Peinkammer (Câmara de Sofrimento), Diebesgefängnis (Prisão de Ladrões), Pfefferstub (Pau de Pimenta), Große Glocke (Grande Sino) ou Spanische Nadel (Ponteiro Espanhol). Para o encanto inconfundível da taberna contribuiu a fria humidade da atmosfera da cave, o tosco mobiliário de madeira, as passagens interiores em forma de rodas, os castiçais de parede em ferro forjado e as magníficas pipas artisticamente esculpidas, assim como os modelos antigos de Hansekoggen (um determinado tipo de veleiro medieval) no tecto. Os empregados serviam os clientes vestidos como tanoeiros numa adega, com um casaco azul e um avental por cima.
A taberna não era famosa somente na localidade, sendo tão conhecida internacionamente como a Auerbachs Keller de Leipzig. Entre os seus visitantes encontravam-se E.T.A. Hoffmann, Richard Wagner, Lovis Corinth, Felix Dahn, Thomas Mann, Joachim Ringelnatz, Paul Wegener, Heinrich George, Fritz Skowronnek, Ernst von Wolzogen, Graf Luckner, o Príncipe Henrique da Prússia e Gustav Stresemann. Mais tarde, a taberna foi convertida num restaurante. Para além das habituais especialidades com os nomes de Königsberger Klopse e Königsberger Fleck, era especialidade deste local o chamado Ochsenblut (Sangue de Boi): um champagne com uma boa dose de borgonha tinto. Ironicamente, sobre o local onde se divertiam os clientes continuava a funcionar o Tribunal Superior da Prússia.

### Haberturm(Torre Haber)
A octogonal Haberturm (Torre Haber) era uma das partes mais antigas do Königsberger Schloss.

#### História

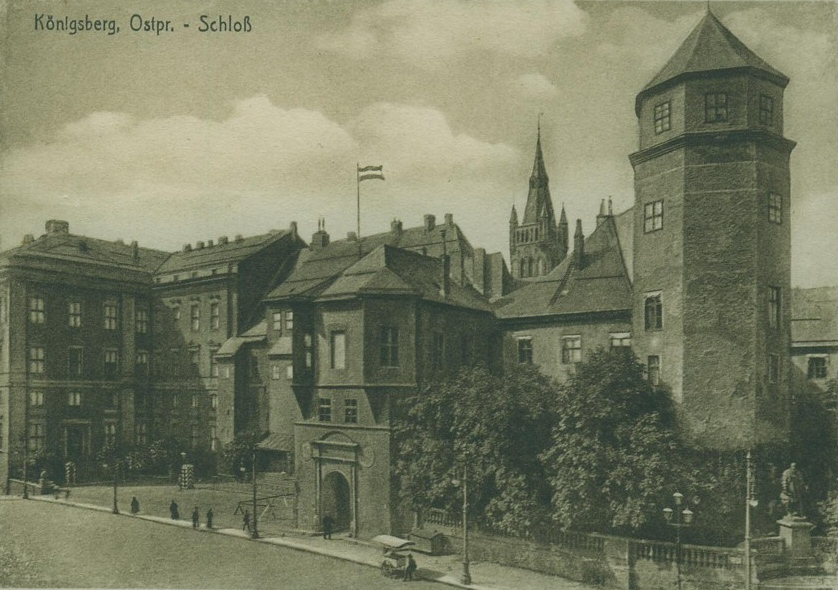
A Haberturm no canto nordeste do Königsberger Schloss

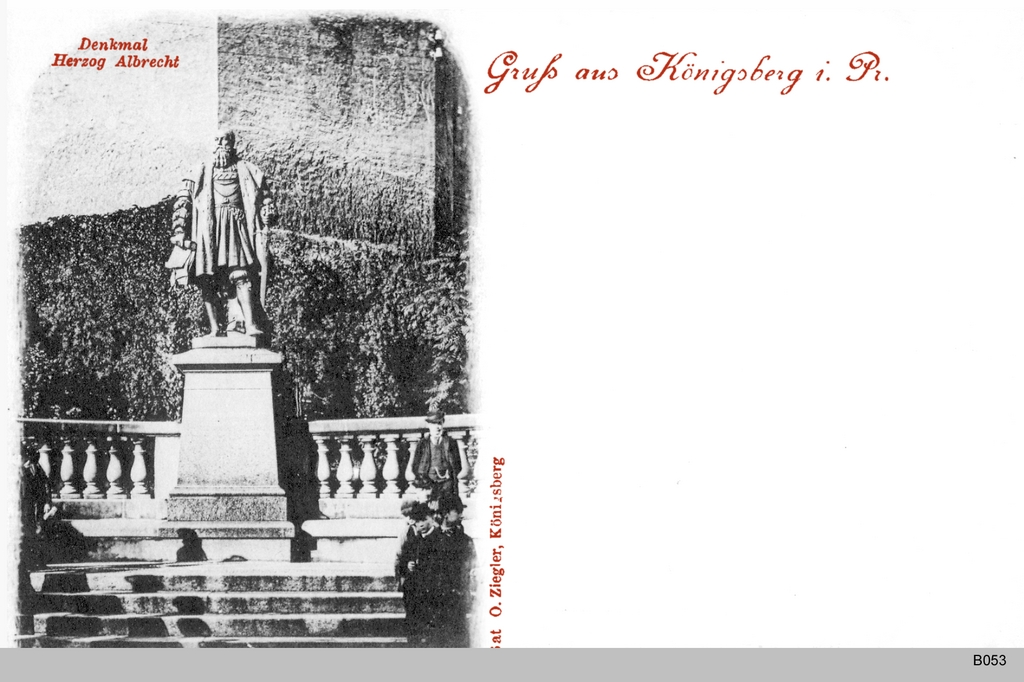
Estátua do duque Alberto em frente à Haberturm

A fixação no local e a construção do castelo começou logo depois da Ordem tomar conta do planalto, no ano de 1255. Inicialmente foi construído um castelo com muros de terra, que mais tarde também aduiriu as características de vorburg (pátio exterior), Ao mesmo tempo, mas também com o castelo principal já iniciado, teve que defender-se da grande revolta prussiana, em 1260, um cerco que duraria três anos. Quando se conseguiu reprimir a insurreição, começou a expansão duma muralha dupla, interrompida por nove torres. Destas torres, só a Haberturm, localizada no canto nordeste, se manteve na sua forma original até à destruição do palácio, já na segunda metade do século XX. Uma inscrição nos tijolos afirmava que a construção se devera a Liedelau von Dietrich, tutor da Samland (1278-1292).
A estátua do duque Alberto, em tamanho que duplicava o real, foi executada por Friedrich Reusch e descerrada em 1891 com a presença do casal imperial na Haberturm. Em 1935, por questões técnicas relacionadas com o tráfego, foi removida do pedestal. A réplica ergue-se, actualmente, no Kneiphof.

#### Descrição

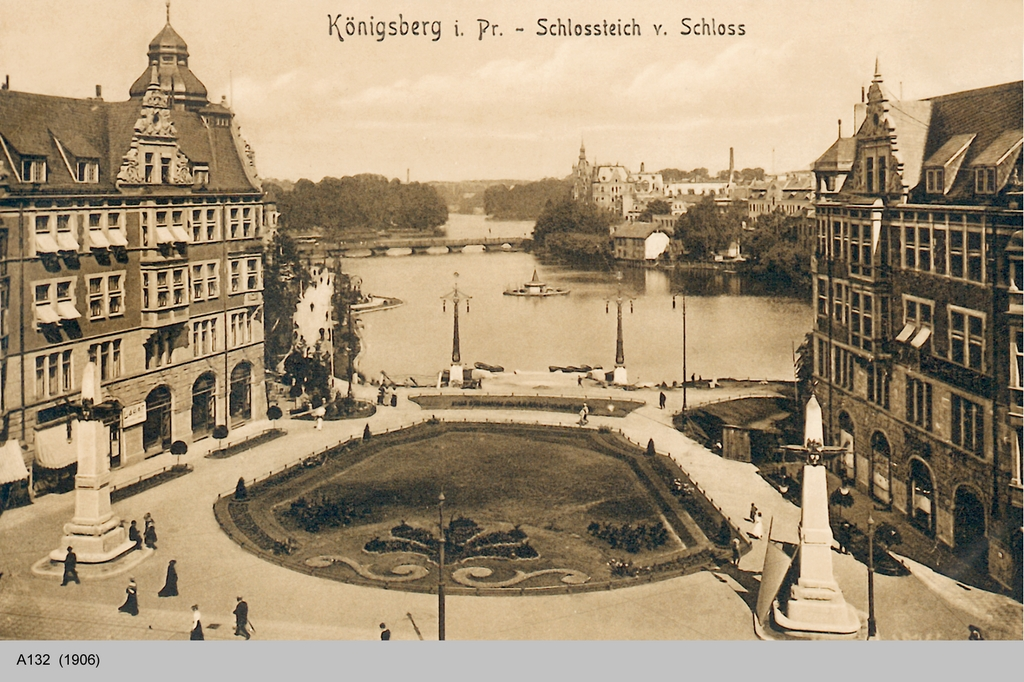
Imagem da Münzplatz e do Königsberger Schlossteich a partir da Haberturm

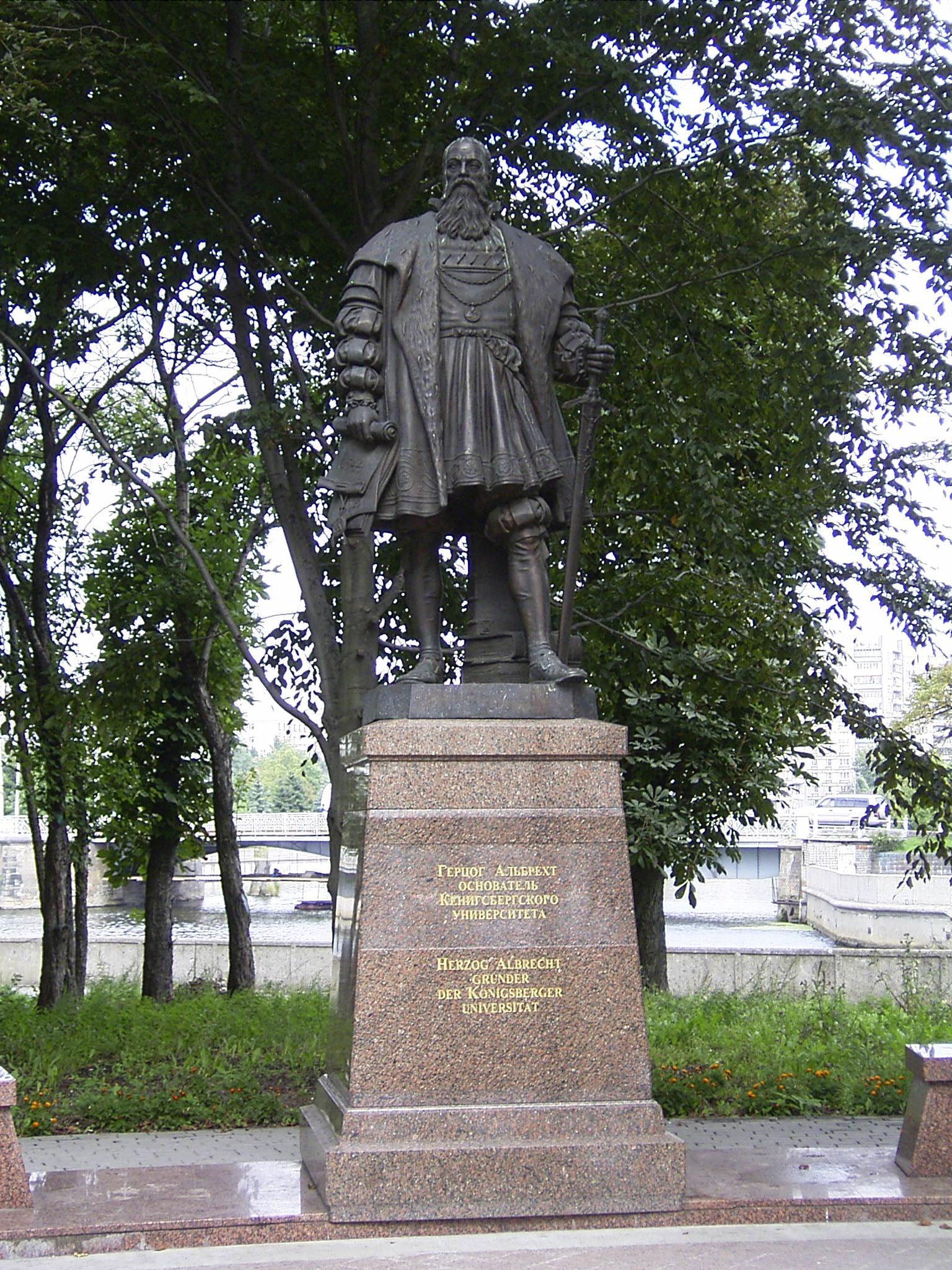
Cópia da estátua do duque Alberto no Kneiphof

A Haberturm situava-se na esquina nordeste do castelo, flanqueando os edifícios voltados para a Schlossstraße e para a Münzplatz. Ficava numa posição proeminente no eixo da Münzplatz e proporcionava boas vistas sobre a vizinha Schlossteich (Lagoa do Palácio). Como única torre de canto conservada na muralha já existente, foi provavelmente construída em simultâneo com a Kornhause (Casa do Grão - mais tarde tribunal superior da província), instalada num lado do pátio em direcção ao exterior. 
A torre apresentava um rés-do-chão em alvenaria com pedras do campo, que ficava sobre uma fundação saliente cerca de 50 centímetros e assente numa área sob a superfície terrestre. Para cima, a torre era feita em tijolos. A planta consistia num octágono um pouco irregular. A divisão original dos pisos, com excepção da do piso térreo abobadado, perdeu-se com o passar do tempo. Mais tarde foram instaladas as escadas que, em parte apoiadas na parede, servia de acesso ao tribunal. 
Imediatamente frente à torre ficava a estátua do duque Alberto I. Esta estátua foi reconstruida em Kaliningrado, junto ao Pregel. No Edifício de Alberto (Alberechtsbau) foi instalado, no século XIX, o Oberlandesgericht (Tribunal Superior da Província).

### Unfriedtbau(Edifício de Unfriedt)

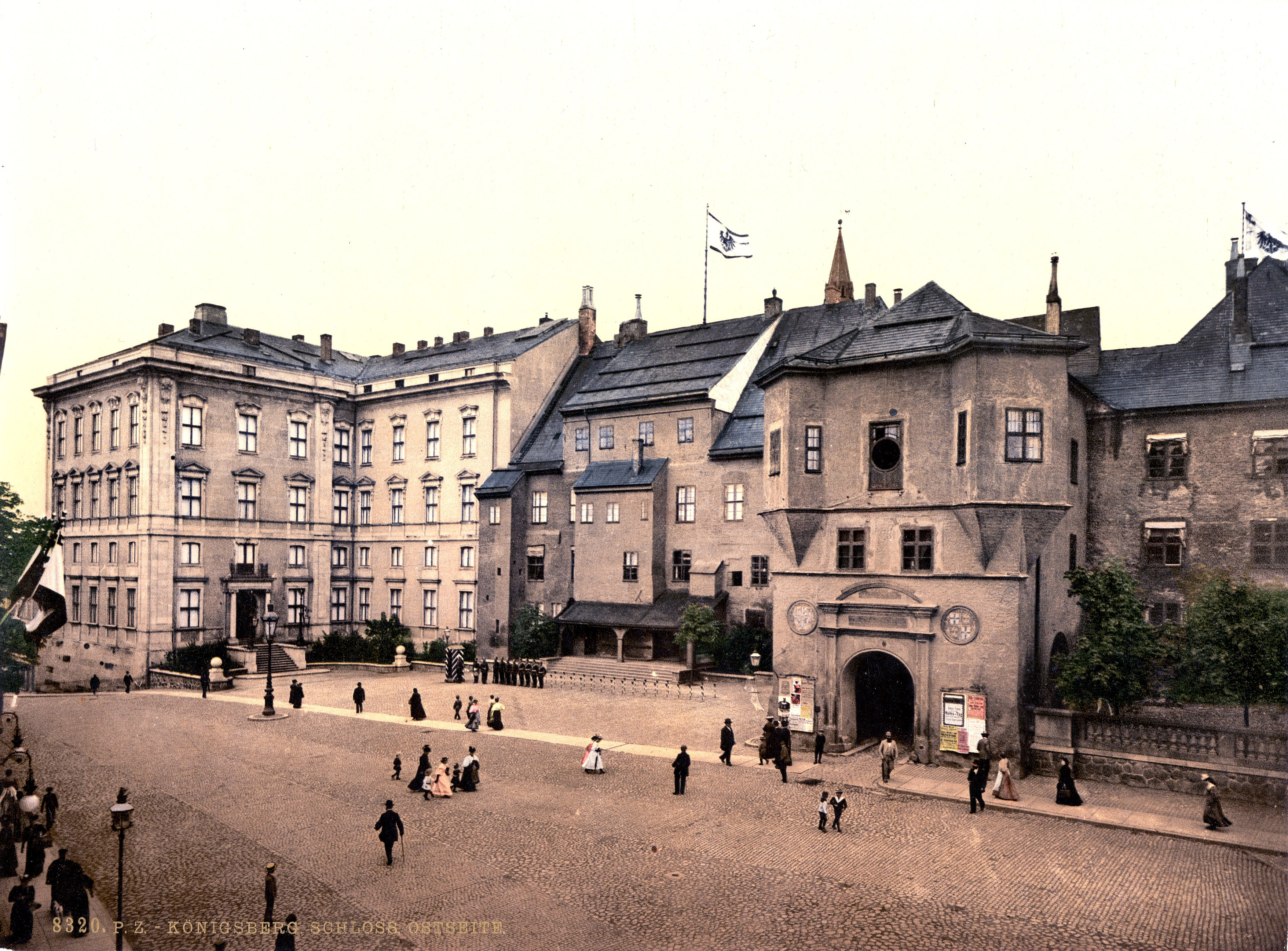
Lado oriental do palácio, com o Unfriedtbau à esquerda, em 1900

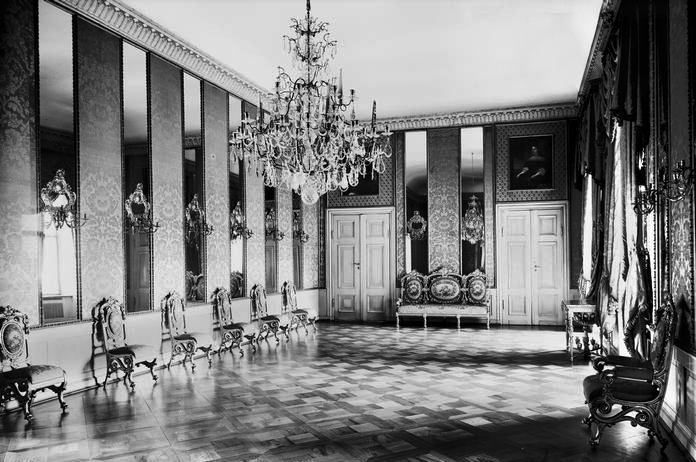
Sala dos Espelhos

O Unfriedtbau (Edifício de Unfriedt), ou Friedrichsbau (Edifício de Frederico), foi reservado para residência do rei ou do imperador e ficava localizado na parte oriental do Königsberger Schloss. O seu nome deve-se ao construtor Joachim Ludwig Schultheiß von Unfriedt. 

#### História
Depois da coroação de Frederico I  como Rei na Prússia, o Königsberger Schloss teve que ser adaptado às novas necessidades de representação. Foi, então, planeada a transformação da parte oriental com a criação dum edifício barroco de três alas. A renovação começou em 1705. Contudo, até à morte de Frederico I, ocorrida em 1713, apenas a secção sul do edifício estava concluida. Os trabalhos foram suspensos no mesmo ano pelo seu sucessor, Frederico Guilherme I. Na época da República de Weimar, os aposentos podiam ser visitadas.

#### Descrição
O segundo andar do Unfriedtbau era praticamento ocupado pelas salas residenciais e pelos pequenos espaços de representação do Königsberger Schloss. Entre estes destacavam-se:
- A chamada Sala de Nascimento de Frederico I: esta sala, com a dimensão de dez metros quadrados, foi construido em meados do século XVI pelo duque Alberto, segundo planos de Jacob Binks. Todas as paredes e tectos foram apainelados com madeira e decorados com incustrações. A delicada lareira em arenito era um trabalho do escultor Cornelius Floris.

- Câmara da Ordem da Águia Negra: os tapetes de couro e os afrescos dos remates das portas, da época do rococó inicial, representavam paisagens italianas com ruínas antigas. O símbolo da Ordem da Águia Negra, uma estrela, apresentava  uma corrente figurativa no friso em relevo. Era aqui e na Igreja Palaciana que se reuniam os cavaleiros da Ordem. As salas adjacentes eram de uso imperial: sala de trabalho, quarto de dormir e sala de vestir.

- Sala do Trono: nas paredes encontravam-se retratos de todos os reis prussianos falecidos: Frederico I, Frederico Guilherme I, Frederico II, Frederico Guilherme II, Frederico Guilherme III, Frederico Guilherme IV, Guilherme I e Frederico III. A imagem do último monarca, Guilherme II, já não foi acrescentada. O trono estava coberto por um baldaquino arqueado; no pavimento encontravam-se tapetes com representações de cavalos da raça Trakehner.

Entre as restantes salas, merecem ainda referência a Sala dos Antepassados (Ahnensaal), a Sala dos Espelhos (Spiegelsaal), o antigo salão imperial, a Sala Ladrilhada (Fliesensaal), o espaço da rainha Luísa, a antiga residência do príncipe da coroa, o antigo quarto de vestir do imperador, o antigo quarto imperial, o Quarto das Bandeiras e dos Estandartes, o gabinete de trabalho do imperador e a sala de refeições, alguns dos quais estão retratados nas fotografias abaixo.

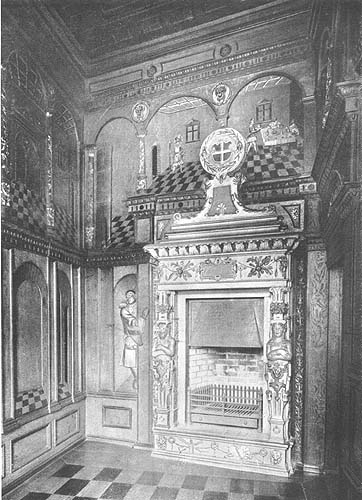
O chamado Quarto de Nascimento de Frederico I
A Sala Ladrilhada com exposição de insígniasA Sala Ladrilhada com exposição de insígnias
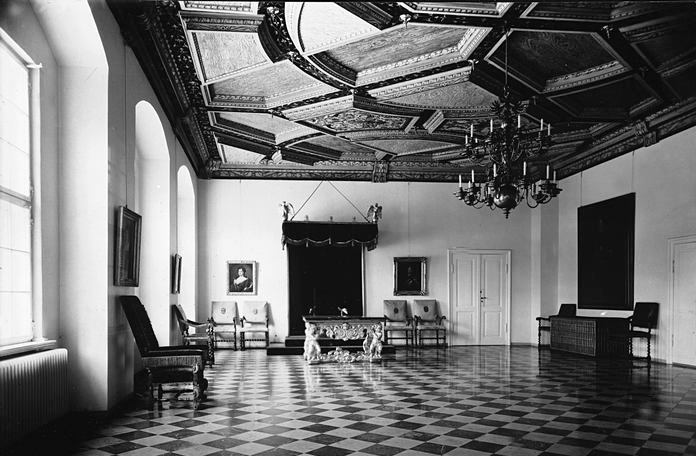
Vista total da Sala Ladrilhada
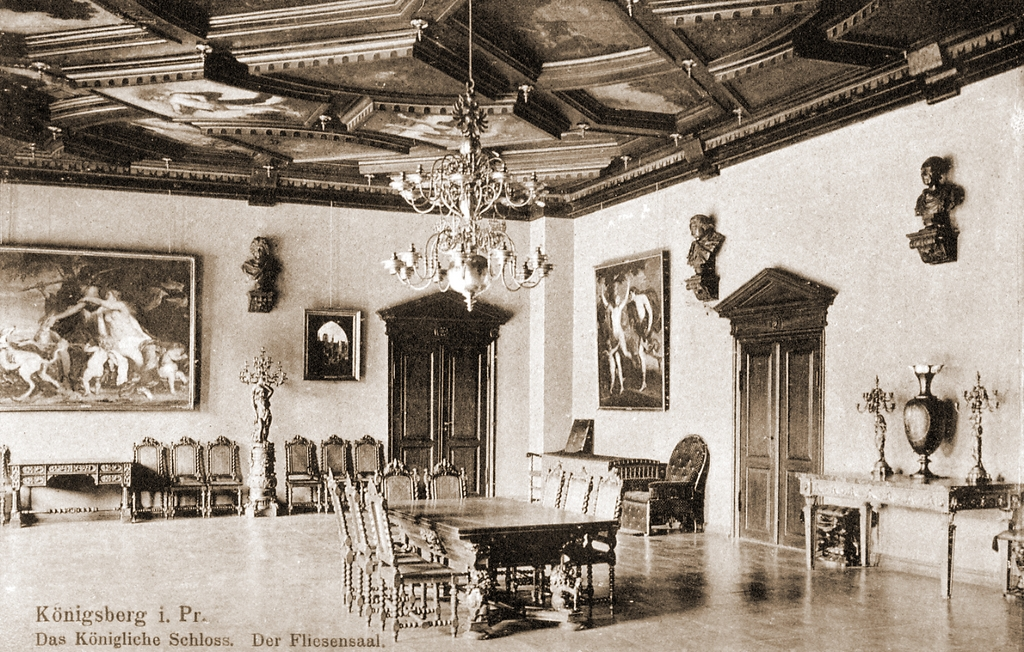
Sala Ladrilhada
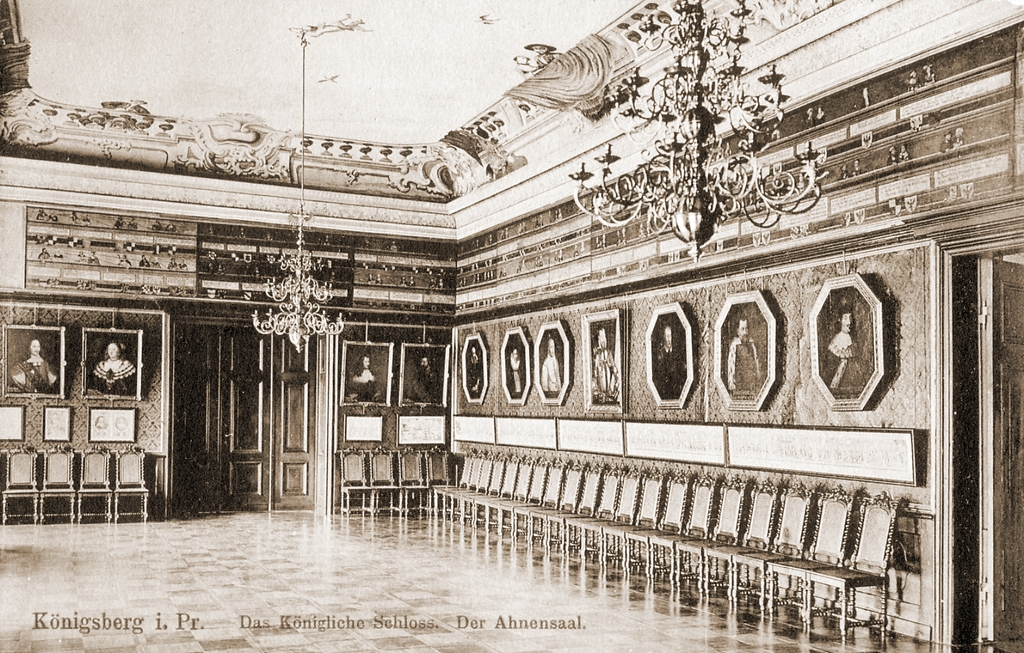
Sala dos Antepassados
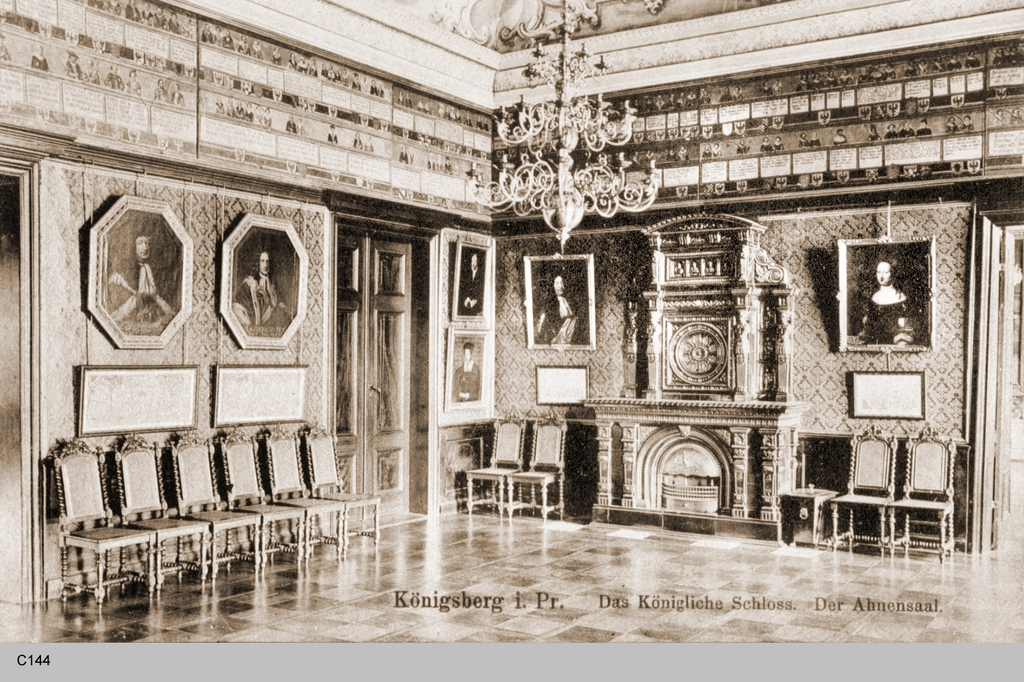
Sala dos Antepassados
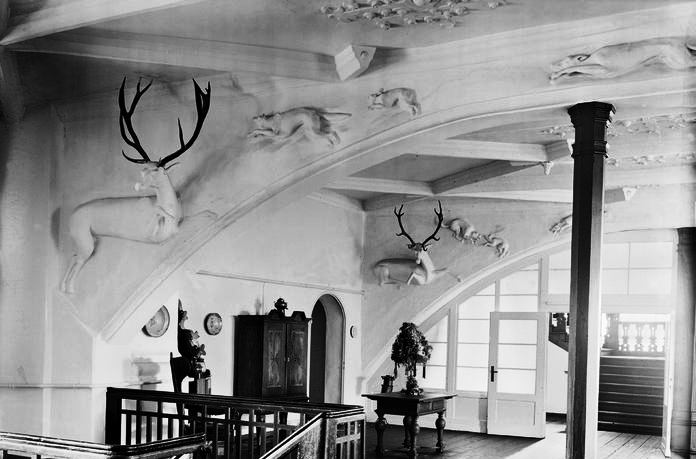
Sala de Caça
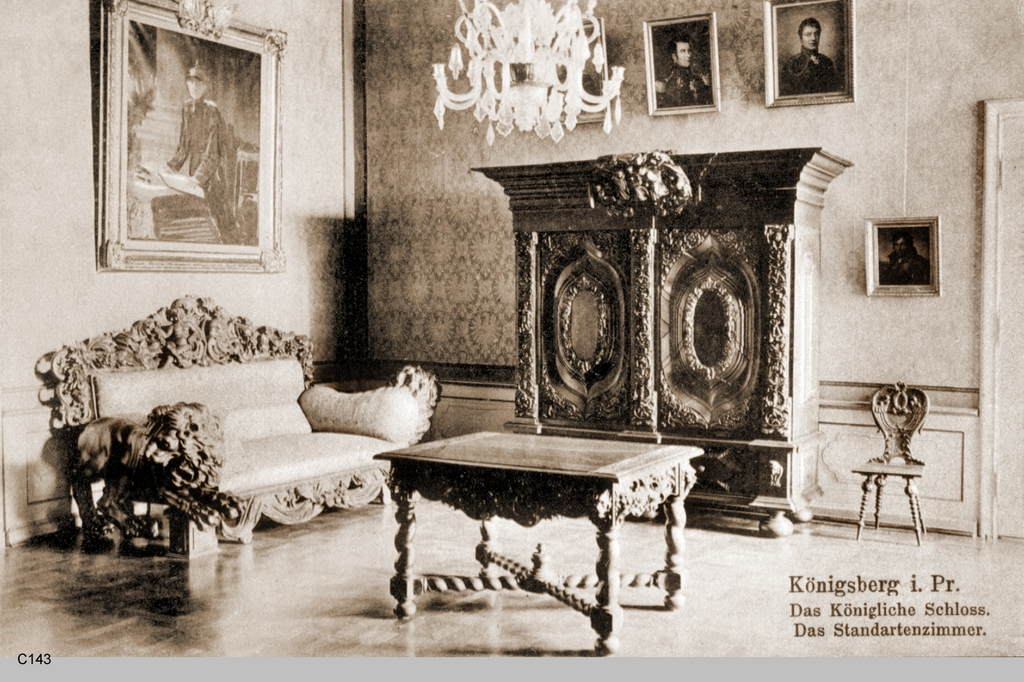
Quarto dos Estandartes com Sofá dos Leões
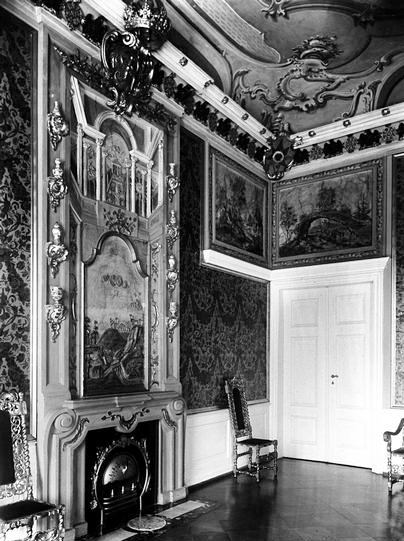
Sala da Águia Negra